# Белоенко, Евгений Дмитриевич
Евгений Дмитриевич Белоенко (1947—2006) — советский белорусский учёный в области травматологии, ортопедии, артрологии и биотрибологии, академик Национальной академии наук Белоруссии.

## Биография
Евгений Белоенко родился 9 ноября 1947 года в Мурманске. В 1972 году он окончил Минский государственный медицинский институт. С 1975 года Белоенко работал в Белорусском научно-исследовательском институте травматологии и ортопедии, пройдя путь до должности его директора.
Являлся автором более чем 200 научных работ, 21 изобретений, 2 монографий в области диагностики и хирургического лечения ревмаортопедических заболеваний, переломов, спортивных травм. Кроме того, создал новые лекарственные препараты для повышения износостойкости суставов. В 1992 году Белоенко защитил докторскую диссертацию, а в 1998 году ему было присвоено звание заслуженного врача Белоруссии. В 2000 году он был избран членом-корреспондентом, а в 2003 году — академиком Национальной академии наук Белоруссии.

Могила Белоенко на Восточном кладбище Минска.

Скончался 8 декабря 2006 года, похоронен на Восточном кладбище Минска.